# Твик + Крейг
«Твик + Крейг» (англ. Tweek x Craig) — шестой эпизод девятнадцатого сезона мультсериала «Южный Парк».

## Сюжет
ПК-директор и Венди проводят презентацию для учащихся школы об азиатском искусстве яой, который стал популярным из-за наплыва учеников из стран Азии. На слайд-шоу показывают фотографии, на которых изображены гомосексуальные отношения Твика и Крейга. В кабинете ПК-директора Твик и Крейг утверждают, что они не геи, но ПК-директор им не верит. Стэн разговаривает об этом со своим отцом, но Рэнди ничего не знает об этой теме и приходит к выводу, что азиаты решают, кто гей, а кто нет.
Картман, размышляя об отношениях Твика и Крейга, начинает разговаривать со своим воображаемым купидоном под именем «Крылатый Я». Чтобы помочь их отношениям, Купидон Картмана прилетает домой к Крейгу и стреляет в него стрелой любви. Затем «Крылатый Я» начинает выражать свои гомосексуальные чувства к Картману, но Эрик отвергает их. На следующий день Крейг и Твик устраивают драку.
Рэнди дозванивается до Си Цзиньпина и просит рассказать о Яой, но тот гневно отвечает, что этим занимаются японцы, а не китайцы. Крейг убеждает Твика устроить фальшивую ссору для того, чтобы все поверили, что они не геи. Во время ссоры Твик слегка переигрывает.
Картман встречается со своим купидоном в гей-баре и просит его о помощи. Купидон соглашается, но требует одно свидание с Картманом в качестве оплаты. Твик извиняется перед Крейгом и предлагает ему восстановить их отношения, но Крейг отвергает его идею. Томас готов принять, что его сын — гей, благодаря стреле любви, которую выстреливает купидон Картмана. Твик и Крейг восстанавливают свои отношения и гуляют по городу, держась за руки. Картман устраивает свидание со своим купидоном. В конце серии он занимается онанизмом в туалете, сидя на унитазе и представляя, что его насилует его воображаемое альтер эго Эрик-Купидон (Купид-Я), получая при этом явное удовольствие.

## Оценки
Рецензент IGN Макс Николсон выставил эпизоду 8.5, Крис Лонго из Den of Geek оценил серию в 3 из 5 звёзд, а Дэн Кэффри из The A.V. Club поставил A-.